# Johan Karlsson (piłkarz)
Johan Karlsson (ur. 6 kwietnia 1975) – szwedzki piłkarz występujący na pozycji obrońcy. Obecnie gra IF Elfsborg, wcześniej był zawodnikiem Horn/Hycklinge IF i Åtvidabergs FF.